# Ca n'Archs i conjunt Pau Claris
Ca n'Archs i conjunt Pau Claris és un conjunt arquitectònic del municipi de Rubí (Vallès Occidental) protegit com a bé cultural d'interès local.

## Descripció
Es tracta d'un conjunt arquitectònic format per sis habitatges unifamiliars de planta rectangular en planta baixa, excepte el que fa cantonada amb el carrer Orso que té una planta altell. La unitat de composició tipus es defineix cada dos habitatges, disposa d'un accés amb dues portes encapçalades per dos esgrafiats però unificats per un guardapols. A cada habitatge es disposen simètricament una obertura i una cadena vertical d'estuc imitant carreus punxonats.
Hi ha dues singularitats als extrems, el núm. 26 queda desaparellat i el de la cantonada disposa un accés individual amb un arc escarser sobre una imposta motllurada i dues obertures. Els elements que unifiquen el conjunt són un sòcol arrebossat imitant carreus verticals punxonats, el tractament continu imitant carreus horitzontals punxonats, l'homogeneïtat de les obertures amb una motllura arrebossada envolvent rectangular i un arc escarser a l'interior, amb baixos relleus als intersticis; coronat per una cornisa i balustrada comuns a tot el perímetre. A la cantonada es presenta una coberta mansarda de pissarra amb tres lluernes de mig punt.